# Morellia natalensis
Morellia natalensis är en tvåvingeart som beskrevs av Paterson 1957. Morellia natalensis ingår i släktet Morellia och familjen husflugor. Inga underarter finns listade i Catalogue of Life.